# František Jílek
František Jílek (22 mai 1913, Brünn - 16 septembre 1993, Brno) est un chef d'orchestre tchèque, spécialement connu pour ses interprétations des œuvres de Leoš Janáček.

## Biographie
Jílek a étudié le piano et la composition avec le compositeur de Jaroslav Kvapil, et plus tard étudié la direction d'orchestre avec Antonín Balatka et Zdeněk Chalabala au Conservatoire de Brno. En 1937, Jílek a terminé ses études au Conservatoire de Prague, dans la classe de maître de Vítězslav Novák. De 1938 à 1949, il a dirigé l'opéra à Ostrava. En 1952, il est devenu le chef principal de Théâtre national de Brno, un poste qu'il a occupé pendant 25 ans. Au cours de sa carrière, Jílek a fréquemment dirigé l'orchestre du Théâtre National de Prague, l'Orchestre philharmonique tchèque, ainsi que des orchestres à l'étranger. En 1978, il est devenu le chef de l'Orchestre philharmonique de Brno.

## Répertoire
Il a dirigé l'ensemble des opéras de Bedřich Smetana de Leoš Janáček, et s'est consacré au répertoire d'opéra russe et italien. Les enregistrements de ses interprétations des œuvres de Janáček, Novák et Martinů sont disponibles sous le label tchèque Supraphon. Il a reçu l'Orphée d'Or de l'Académie Nationale du Disque Lyrique (Prix Arturo Toscanini-Paul Vergnes) pour son enregistrement de l'opéra Jenůfa de Janáček en 1980.

## Discographie
- Fibich: The Bride of Messina CD. 11 1492-2 612 (Supraphon)
- Janáček: Les Voyages de Monsieur Brouček CD. 11 2153-20612 (Supraphon)
- Janáček: Osud CD. SU 0045-2 611 (Supraphon)
- Janáček: Jenůfa CD. SU 3869-2 612 (Supraphon)
- Janáček: Orchestral Works I.-III. CD. SU 3886-3888-2 031 (Supraphon)

## Sources
- (en) Cet article est partiellement ou en totalité issu de l’article de Wikipédia en anglais intitulé « František Jílek » (voir la liste des auteurs).